# 阿尔塔维拉-维琴蒂纳
阿尔塔维拉-维琴蒂纳（義大利語：Altavilla Vicentina），是意大利威尼托大区维琴察省的一个市镇。总面积16.63平方公里，人口11613人，人口密度698.3人/平方公里（2009年）。国家统计（ISTAT）代码为024004。